# Zakon o sprečavanju diskriminacije osoba sa invaliditetom (Srbija)
Zakon o sprečavanju diskriminacije osoba sa invaliditetom u Republici Srbiji prvi je antidiskriminacioni zakonski propis usvojen u Narodnoj Skupštini Republike Srbije u proleće 2006. godine. Predlog zakona vladi je uputilo Ministarstvo za rad i socijalnu politiku na čijem je čelu tada bio Slobodan Lalović. Ovim zakonom regulisana su osnovna načela i standardi propisani najvišim međunarodnim aktima, i na multisektorskom pristupu osobama sa invaliditetom. 
Kako invalidnost na predsavlja hendikept, ili potpunu nesposobnost, već samo smanjuje mogućnost normalnog funkcionisanaj u za njih ponekad nepristupačnoj sredini, donošenjem ovakvog zakona stavljen je akcenat na socijalnu organizaciju života i na probleme sa kojima se osobe sa invaliditetom sreću u svakodnevnom životu.

## Preduslovi
Donošenju jednog ovakvog zakona prethodilo je saznanje da je diskriminacije osoba sa invaliditetom, što se može sa izvesnošću tvrditi, prisutna u gotovo svim oblastima društvenog života, i da nijedna sredina nije imuna na pojave ove vrste – 
...od neprilagođenosti procesnih zakona u vezi sa pristupom pravdi i komunikacijom pred sudom ili drugim državnim organom sa osobama sa invaliditetom, preko velikog broja diskriminatorskih slučajeva u oblasti vaspitanja i obrazovanja, kao i u pružanju zdravstvenih usluga, pa sve do diskriminacije osoba sa invaliditetom u korišćenju javnih usluga i pristupa javnim površinama i javnim objektima.
 U ovoj kategoriji najviše su izložena deca sa invaliditetom koja su žrtve diskriminacije pre svega u okviru školskog i vaspitnog sistema, kao i žene sa invaliditetom koje su često izložena porodičnom nasilju.

## Osnovna načela
Imajući u vidu da je jedan od zadatka države  da stvori pristupačno okruženje za osobe sa invaliditetom jer je obezbeđivanje pristupačnosti osnovni preduslov za uživanje svih ostalih prava, zakonodavac u Srbije je rukovodeći se Standardnim pravilima Ujedinjenih nacija, ovaj zakon zasnovao na sledećim načelima:
- zabrani diskriminacije osoba sa invaliditetom;
- poštovanju ljudskih prava i dostojanstva osoba sa invaliditetom;
- uključenosti osoba sa invaliditetom u sve sfere društvenog života na ravnopravnoj osnovi;
- uključenosti osoba sa invaliditetom u sve procese u kojima se odlučuje o njihovim pravima i obavezama;
- jednakih prava i obaveza.

## Na koga se odnosi
Ovaj zakon odnosi se na osobe sa invaliditetom, koje su označena kao osobe sa urođenom ili stečenom fizičkom, senzornom, intelektualnom ili emocionalnom onesposobljenošću koje usled društvenih ili drugih prepreka nemaju mogućnosti ili imaju ograničene mogućnosti da se uključe u aktivnosti društva na istom nivou sa drugima, bez obzira na to da li mogu da ostvaruju pomenute aktivnosti uz upotrebu tehničkih pomagala ili službi podrške.

## Ciljevi
Ovakav zakon donet je sa ciljem da se:
- stvori takvo socijalno okruženje u kome će osoba sa invaliditetom biti ravnopravni član društva. * invalidnost ne sagledava samo sa medicinskog stanovišta,
- invalidnost ne izjednačava sa bolešću,
- teži  ka stvaranju takvog okruženja u kome će svi ljudi biti ravnopravni i imati jednake mogućnosti za uživanje zagarantovanih prava

## Spoljašnje veze
- Zakon o sprečavanju diskriminacije osoba sa invaliditetom